# Lourença Baldaque
Lourença Agustina Bessa-Luís Alves Baldaque (né le 14 août 1979 à Porto), mieux connue sous le nom de Lourença Baldaque, est une écrivaine portugaise. 

## Biographie
Elle publie son premier livre en 2005, après avoir remporté le Prix Révélation du Prix de Littérature Máxima 2006. Elle a publié des romans ainsi que des nouvelles et a collaboré à la réédition et à la diffusion de l'œuvre d'Agustina Bessa-Luís. Elle a créé le blog hebdomadaire La Rotonda, où elle écrit depuis 2017. Elle est cofondatrice des éditions Fauve&Rouge, fondées en 2020. Elle a participé au film Cristóvão Colombo-o enigma, de Manoel de Oliveira.
Issue d'une famille liée aux arts, elle est la sœur de l'actrice et écrivaine Leonor Baldaque (Porto, 1977). Leur mère est la peintre Mónica Baldaque et les grands-parents sont l'écrivaine Agustina Bessa-Luís et son mari Alberto Luís, un avocat qui s'est également consacré au dessin.

## Publications
- A Alegria do Bem e do Mal, 2005, fiction (Ed.Campo das Letras)
- A Neblina, 2010, fiction (Chiado Ed.)
- Essai The Pre-Raphaelites in the Dickens-Ruskin controversy: Resistance and Defense in the Victorian Era, Revisiones, Université de Navarre
- A Invenção da Vida, 2014, fiction (Verso da História Ed.)
- Ensaios e Artigos (1951-2007), 2016, collecte et organisation. Textes d'Agustina Bessa-Luís, Préface de José António Saraiva, Edition de la Fondation Calouste Gulbenkian
- Moss-Hôtel, 2017, fiction (Hierro Lopes Editores)
- Nikolai, 2020, théâtre (éditions Fauve&Rouge)

## Distinctions
- Prix Révélation du Prix Máxima de Littérature, 2006
- Concours de bourses Criar Lusofonia 2011/2012 avec le soutien de DGLAB - Direction générale du livre, des archives et des bibliothèques.